# Wadomar
Wadomar (łac Vadomarius) – w latach przed 354 i do 361 władca germańskiego plemienia znad górnego Renu należącego do związku plemiennego Alamanów,
brat Gundomada i ojciec Witikabiusza.
W 354 Wadomar i jego brat Gundomad podpisał traktat pokojowy po przegranej bitwie z cesarzem Konstancjuszem II i odtąd pozostawał lojalnym sprzymierzeńcem imperium. Gdy w 357 zginął Gundomad zamordowany przez swoich ludzi, część jego i Wadomara poddanych przyłączyła się do najazdu Alamanów na Galię i brała udział w bitwie pod Argentoratum. W 359 cezar Julian mianowany na Zachodzie przez Konstancjusza II przekroczył Ren pod Moguntiacum (obecna Moguncja) i doprowadził do zawarcia traktatu pokojowego z władcami plemion alemańskich, wśród nich z Wadomarem, który twierdził, że jego poddani udali się na wyprawę bez jego zgody i wiedzy. Jednakże na początku 361 wojownicy Wadomara pod jego dowództwem zaatakowali pogranicze Recji. Komes Libinon, który dowodził dwoma legionami Celtów i Petulantów, zginął w potyczce z Alamanami. W tym też czasie Julian przechwycił korespondencję między Wadomarem i Konstancjuszem, która świadczyła o podwójnej grze, zarówno Wadomara, jak i Konstancjusza, wobec Juliana. Wadomar został pojmany podczas przyjęcia przez Filagriusza sekretarza Juliana i zesłany do Hiszpanii. Sam Julian wyprawił się za Ren i szybko pokonał alemańskie wojska pozbawione władcy i wodza.
Między 363 a 364 Wadomar zrobił karierę w armii rzymskiej na Wschodzie pod rządami cesarza Jowiana i został zarządcą w Fenicji. W 365 pod rządami cesarza Walensa walczył z uzurpatorem Prokopiuszem w Bitynii, a w 373 wraz z komesem Trajanem z Persami w Mezopotamii.